# Ermengol II di Urgell
Ermengol, o Armengol o Ermengardo detto el Pelegrino (1009 – Gerusalemme, 12 ottobre 1038), è stato conte di Urgell dal 1010 fino alla sua morte.

## Origine
Come ci conferma le Ex Gestis Comitum Barcinonensium, era l'unico figlio maschio del Conte d'Urgell, Ermengol I di Cordoba e secondo lo storico catalano, Pròsper de Bofarull i Mascaró di Teutberga o Geriberga ( † prima del 1017), che secondo le Europäische Stammtafeln, vol II, 187 (non consultate), era la figlia del Conte di Provenza e marchese di Provenza, Rotboldo II e della moglie, Emilde o Eimilde (Eimildis Ermengarde) di Gévaudan († dopo il 1000 circa), che secondo lo storico Szabolcs de Vajay era la figlia del visconte di Gévaudan Srefano di Brioude (915-967) e quindi sorella del visconte Bertrando I di Gévaudan (938-993).
Come ci conferma l'Ex Gestis Comitum Barcinonensium, Ermengol I di Cordoba era il figlio maschio secondogenito del conte di Barcellona, Gerona, Osona ed Urgell, Borrell II e di Letgarda di Tolosa (ca. 950- ca. 985), figlia del conte di Nîmes, d'Albì e di Tolosa e duca di Settimania, Raimondo III (?-978) e Guindinilde, di cui non si conoscono gli ascendenti.

## Biografia
Secondo il monaco e storico francese, Ademaro di Chabannes, contemporaneo di Ermengol, nel paragrafo 39 del terzo libro del suo Historiarum Libri Tres, descrive la morte in battaglia di Ermengol I.
Quando il padre, Ermengol I, morì, nel 1010, Ermengol II aveva circa 1 anno, per cui la reggenza fu affidata alla madre che fu affiancata dal fratello di Ermengol I, il conte di Barcellona, Raimondo Borrel. Questo è confermato da due documenti della COL·LECCIÓ DIPLOMÀTICA DE SANT PERE D'ÀGER: il n° 1, che fa riferimento al 15 anno di regno di Roberto II di Francia, quindi datato 1011, in cui Ermengol II è artefice di una donazione assieme alla zia, la contessa di Barcellona, Ermesinda di Carcassonne ed al cugino Berengario Raimondo; e il n° 6, datato 22 aprile 1037, dove si fa riferimento ad una donazione fatta, almeno venti anni prima da Borrell (Raimondo Borrell era morto nel 1017), indicato come conte di Urgell, per conto di Ermengol II.
Il 28 febbraio del 1029, secondo il documento n° 187 delle Preuves de l'Histoire Générale de Languedoc, Tome V, Ermengol II fece una donazione ad Atto, visconte di Nîmes e d'Albi.
Secondo il documento CCXI della Marca Hispanica sive Limes Hispanicus Ermengol, il 28 dicembre 1033, assieme alla seconda moglie, fece la donazione di una proprietà al monastero di san Saturnino di Urgell.
Nel 1036, assieme alla moglie Velasquita garantì dei privilegi agli abitanti di Santa Licinia e, nello stesso anno, il 15 agosto, sempre con la moglie, secondo il documento nà 5 della COL·LECCIÓ DIPLOMÀTICA DE SANT PERE D'ÀGER donò la metà del castello di Santa Linya alla cattedrale di La Seu d'Urgell.
Nel 1039, il 12 ottobre, sempre con la moglie, e ancora secondo il documento nà 10 della COL·LECCIÓ DIPLOMÀTICA DE SANT PERE D'ÀGER vendettero il castello d'Artesa per 1500 soldi.
Ermengol II morì nel 1038, pellegrino a Gerusalemme, come viene documentato nell'Ex Gestis Comitum Barcinonensium e confermato dal documento n° XXXVI: Fragmentum historicum, Ex cartulario Alaonis, España Sagrada, tratado XLVI e fu sepolto nella Chiesa del Santo Sepolcro di Gerusalemme.
A Ermengol II succedette il suo unico figlio, anche lui di nome Ermengol.

## Matrimoni e discendenza
Ermengol II aveva sposato, in prime nozze, verso il 1026, Arsenda ( † prima del 1030), di cui non si conoscono gli ascendenti e da cui non ebbe figli.
Dopo essere rimasto vedovo, Ermengol II, si sposò in seconde nozze, verso il 1030, con Velasquita ( † dopo il 1066), di cui non si conoscono gli ascendenti, che viene citata in diversi documenti assieme al marito, nel 1033, nel 1036, per i privilegi agli abitanti di Santa Licinia e per la donazione del 15 agosto e nel 1039, per la vendita del castello d'd'Artesa. Dopo la morte di Ermengol II, ebbe la tutela del figlio, Ermengol III, sino al compimento della maggior età. Vi sono due documenti in cui compare citata assieme al figlio, uno del 1048 e uno del 1049. Velasquita sopravvisse al figlio, Ermengol III, come ci viene confermato dal documento n° 73 della COL·LECCIÓ DIPLOMÀTICA DE SANT PERE D'ÀGER in cui Velasquita (citata col nome di Costanza), il 25 marzo del 1066, fece una donazione alla chiesa d'Àger, per l'anima del figlio.
Ermengol II da Velasquita ebbe un figlio:
- Ermengol detto di Barbastro[3] (ca. 1033- 1065), conte di Urgell.

### Fonti primarie
- (LA) Rerum Gallicarum et Francicarum Scriptores, Tomus IX.
- (LA) Rerum Gallicarum et Francicarum Scriptores, tome XI.
- (LA) Histoire Générale de Languedoc, Tome V, Preuves.
- (LA) Recueil des Chartes de l'Abbaye de Cluny, tome III.
- (LA) COL·LECCIÓ DIPLOMÀTICA DE SANT PERE D'ÀGER, vol 1° (PDF) (archiviato dall'url originale il 5 marzo 2016)
- (LA) Ademar de Chabannes, Historiarum Libri Tres (PDF).
- (LA) mcu.es,  http://www.mcu.es/archivos/MC/ACA/Miniaturas/miniaturas/llibre02/000.htm. alcuni dei 128 fogli del Liber feudorum maior

### Letteratura storiografica
- Rafael Altamira, Il califfato occidentale, in «Storia del mondo medievale», vol. II, 1999, pp. 477–515
- Louis Halphen, La Francia nell'XI secolo, in «Storia del mondo medievale», vol. II, 1999, pp. 770–806
- (ES) Historia de los condes de Urgel, Tomo I.
- (LA) Marca Hispanica sive Limes Hispanicus, 1688.
- (ES)  Próspero Bofarull y Mascaró,  Los Condes de Barcelona Vindicados, Tomo I.